# Saison 8 de Bones
Chronologie
Saison 7 Saison 9
Cet article présente les vingt-quatre épisodes de la huitième saison de la série télévisée américaine Bones.

## Synopsis
Une experte en anthropologie, Temperance Brennan, et son équipe à l'institut Jefferson (une allusion au Smithsonian Institution) est appelée à travailler en collaboration avec le FBI dans le cadre d'enquêtes criminelles, lorsque les méthodes classiques d'identification des corps ont échoué. Temperance travaille à partir des squelettes (d'où son surnom éponyme de la série : Bones, qui signifie « ossements », en anglais). Celle-ci est épaulée par un agent du FBI, Seeley Booth, avec lequel elle entretient des rapports tantôt conflictuels, tantôt complices voire plus. Elle s'appuie également sur son équipe de scientifiques : Angela Monténégro, la meilleure amie de Brennan, qui a inventé l'Angelatron, un logiciel pour reconstituer une scène de crime en images tridimensionnelles, le Dr Jack Hodgins, entomologiste et expert en spores et en chimie, le Dr Camille Saroyan, expert légiste, mais surtout la supérieure hiérarchique de Brennan et aussi de plusieurs assistants. Il y a également le Dr Lance Sweets, jeune psychologue qui collabore avec Booth sur les techniques d'interrogatoire et de profilage.

## Distribution

### Acteurs principaux
- Emily Deschanel (VF : Louise Lemoine Torrès) : Dr Temperance « Bones » Brennan
- David Boreanaz (VF : Patrick Borg) : agent spécial Seeley Joseph Booth
- Michaela Conlin (VF : Chantal Baroin) : Angela Montenegro
- T.J. Thyne (VF : Thierry Kazazian) : Dr Jack Hodgins
- Tamara Taylor (VF : Annie Milon) : Dr Camille Saroyan
- John Francis Daley (VF : Damien Ferrette) : Dr Lance Sweets

### Acteurs récurrents
- Patricia Belcher (VF : Julie Carli) : Caroline Julian (5 épisodes)
- Andrew Leeds (VF : Mathias Casartelli) : Christopher Pelant (3 épisodes)
- Ryan O'Neal (VF : Hervé Jolly) : Max Keenan (2 épisodes)
- Danielle Panabaker (VF : Edwige Lemoine) : agent spécial du FBI Olivia Sparling (2 épisodes)
- Tiffany Hines (VF : Jessica Monceau) : Michelle Welton (1 épisode)

#### Les assistants duDrBrennan
- Eugene Byrd (VF : Pascal Nowak) : Dr Clark Edison (5 épisodes)
- Luke Kleintank (VF : Donald Reignoux) : Finn Abernathy (4 épisodes)
- Michael Terry (VF : Nicolas Beaucaire) : Wendell Bray (4 épisodes)
- Pej Vahdat (VF : Jérémy Prevost) : Arastoo Vaziri (4 épisodes)
- Joel David Moore (VF : Vincent de Bouard) : Colin Fisher (3 épisodes)
- Carla Gallo (VF : Laura Préjean) : Daisy Wick (3 épisodes)
- Brian Klugman (VF : Stéphane Ronchewski) : Dr Oliver Wells, nouvel interne (1 épisode)

### Invités
- Reed Diamond (VF : Cyrille Artaux) : agent spécial du FBI Hayes Flynn (épisodes 1 et 12)
- Sophina Brown : Melanie Carmichael (épisode 2)
- Tom Gallop (VF : Guillaume Bourboulon) : Gavin Carmichael (épisode 2)
- Alexandra Holden : Margot Sandoval (épisode 2)
- Omar J. Dorsey : Chad Lester (épisode 2)
- Drew Powell (VF : Jean-François Aupied) : Paulo Romano (épisode 2)
- Melissa Claire Egan : Pamela Bartlett (épisode 2)
- Tim Ramson (VF : Jean-François Lescurat) : Jerry Langella (épisode 3)
- Lori Alan (VF : Isabelle Leprince) : Gina Carlson (épisode 3)
- Scott Subiono : Steve Keneally (épisode 3)
- DaJuan Johnson : Drew Franklin (épisode 3)
- Brian McNamara (VF : Michel Dodane) : Eric Neilbling[2] (épisode 4)
- Arturo del Puerto : Juan Chiquez (épisode 4)
- Chris Butler (VF : Christophe Peyroux) : Thomas Casey (épisode 4)
- Heather Mazur : Marcy Drew (épisode 4)
- Drew Rausch (VF : Sylvain Agaësse) : Mike Young (épisode 4)
- Ryan Caltagirone : Costas (épisode 4)
- Audrey Dundee Hannah : Lucia (épisode 4)
- Galadriel Stineman : Brooke Guminski (épisode 5)
- James Patrick Stuart (VF : Fabien Jacquelin) : Dr Cole Reese (épisode 5)
- Abraham Benrubi (VF : Jérôme Rebbot) : Willis McCullum (épisode 5)
- Leif Gantvoort : Adam Borchardt (épisode 5)
- Gualtiero Negrini (en) (VF : Jean-Luc Atlan) : Louie (épisode 5)
- Brandon Fobbs (en) : Russell (épisode 5)
- Dylan Neal (VF : Pierre Tessier) : le lieutenant colonel Ben Fordham (épisode 6)
- Charlayne Woodard : Diane Rollins (épisode 6)
- Stephanie Erb (VF : Laurence Mongeaud) : Linda Murphy (épisode 6)
- Kevin G. Schmidt (VF : Gabriel Bismuth-Bienaimé) : Davey Benson (épisode 7)
- Brad William Henke (VF : Jean-Luc Atlan) : Melvin Carville (épisode 7)
- Jana Marie Hupp (en) (VF : Brigitte Aubry) : Lisa Milner (épisode 7)
- Jay Paulson (VF : Tanguy Goasdoué) : Seth Zalinsky (épisode 8)
- Stephanie Lemelin (en) (VF : Laëtitia Godès) : Alexa Eaton (épisode 8)
- Adam Cagley (VF : Charles Pestel) : Elliot Eaton (épisode 8)
- Eva Fisher (VF : Brigitte Virtudes) : Annie Pinkus (épisode 8)
- Joe O'Connor (en) (VF : Denis Boileau) : Larry Barron (épisode 8)
- Jeff Witzke (VF : Fabien Briche) : Denny Bennet (épisode 8)
- Kurt Caceres (en) (VF : Nessym Guetat) : l'ambulancier (épisode 8)
- Cyndi Lauper (VF : Isabelle Ganz) : Avalon Harmonia (épisode 9)
- Rachel DiPillo (VF : Laëtitia Godès) : Miranda Spedding (épisode 9)
- Gerald McCullouch (en) (VF : Denis Boileau) : Trevor Gibson (épisode 9)
- Justin James Hughes (VF : Gabriel Bismuth-Bienaimé) : Shaun Whalen (épisode 9)
- Cameron DeFaria (VF : Yoann Sover) : Colin Gibson (épisode 9)
- Sarah Scott : Laila Serrano (épisode 10)
- Marta DuBois : Maureen Serrano (épisode 10)
- Vince Corazza (VF : Cyrille Monge) : Palmer Heston (épisode 10)
- Eliana Girard : Katarina Wirz[3] (épisodes 10 et 11)
- Mary Murphy (en) : elle-même[3] (épisode 10)
- Tyce Diorio (en) (VF : Tanguy Goasdoué) : lui-même[3] (épisode 10)
- Dmitry Chaplin (en) (VF : Nessym Guetat) : Kendrick Mantorov, le chorégraphe[3] (épisode 10)
- Andres Perez-Molina : Tommy Kentner (épisode 10)
- Amy Yasbeck : Diana Malkin (épisode 11)
- Zoran Korach : Artur Tovah (épisode 11)
- Gary Grubbs (VF : Philippe Catoire) : Dwayne Wilson (épisode 11)
- Anya Monzikova : Marina Sutton (épisode 11)
- Henry Simmons (en) (VF : Jean-Paul Pitolin) : Tom Molnor (épisode 12)
- Vik Sahay (VF : Jonathan Amram) : Akshay Mirza (épisode 13)
- John Rubinstein (VF : Philippe Catoire) : Mick Warren (épisode 13)
- Larry Dorf (VF : Bruno Magne) : Dr Wes Craig (épisode 13)
- Suzanne Quast (VF : Ingrid Donnadieu) : Ivanna Kick Ass (épisode 14)
- Sydelle Noel : Emily Kickinson / Susan Carroll (épisode 14)
- Brad Carter (en) (VF : Sam Salhi) : Nick Bennett (épisode 14)
- Larry Poindexter (en) (VF : Renaud Marx) : Dr Bradley Perkins (épisode 14)
- Tamlyn Tomita (VF : Nathalie Regnier) : Dr Alice Crawford (épisode 14)
- Ary Katz (VF : Namakan Koné) : l'officier Szerik (épisode 14)
- Brooke Langton (VF : Laurence Breheret) : Christine Brennan (épisode 15)
- Harry Van Gorkum (VF : Thierry Ragueneau) : Harry Batuhan (épisode 15)
- Don Franklin (VF : Lionel Henry) : Dr Art MacGregor (épisode 15)
- David Kagen (es) (VF : Achille Orsoni) : Sam Eagen (épisode 15)
- Ever Carradine (VF : Vanina Pradier) : Delores Martin[4] (épisode 16)
- Lizze Broadway : Kat Martin (épisode 16)
- Victoria Gabrielle Platt : Mary Manicone (épisode 16)
- Nick Thurston (en) (VF : Gabriel Bismuth-Bienaimé) : Nick Pavonetti (épisode 16)
- Aaron Jennings (VF : Namakan Koné) : Garrett Saunders (épisode 16)
- Dale E. Turner (VF : Lionel Henry) : Howard Utley (épisode 16)
- Maurice Compte (VF : Fabrice Fara) : Alex Garcia (épisode 17)
- Kevin Bigley (en) (VF : Gwenaël Sommier) : Sidney Jouron (épisode 17)
- Tony Pasqualini (VF : Jean-François Vlérick) : le professeur Hunter (épisode 17)
- Danny Woodburn (VF : Bernard Soufflet) : Alex Radziwill (épisode 18)
- Ntare Guma Mbaho Mwine (VF : Jean-Baptiste Anoumon) : Joseph Mbarga (épisode 18)
- Adam Kulbersh (VF : Jerome Wiggins) : Wilford Hamilton (épisode 18)
- Annie Fitzgerald (VF : Laurence Charpentier) : Kimberly Singer (épisode 18)
- Patrick Brown (VF : Jean-Luc Atlan) : le technicien du FBI (épisodes 18 et 24)
- Gloria Garayua : Carlene Blayney (épisode 19)
- J. D. Walsh (VF : Adrien Solis) : Dr Fred Dumaski (épisode 19)
- Rona Benson : Delores Dumaski (épisode 19)
- Wilmer Calderon (en) (VF : Jean-Baptiste Anoumon) : Milo Mills (épisode 19)
- Sherman Augustus (VF : Thierry Desroses) : Joe Dinco (épisode 20)
- Erin Cardillo : Lauren Martin (épisode 20)
- Abbie Cobb (en) : Paula Byrne (épisode 20)
- Curtis Armstrong (VF : Michel Mella) : Oscar Schultz (épisode 20)
- Dave Thomas (VF : Michel Prud'homme) : Andrew Jursic (épisode 20)
- Terry Walters (VF : Véronique Alycia) : Pat Richards (épisode 20)
- Gina Hecht (VF : Blanche Ravalec) : le juge Trudy Morris (épisode 21)
- Jason Gerhardt (en) : officier Bailiff Griff (épisode 21)
- Allison Scagliotti (VF : Sylvie Jacob) : Jill Ryan (épisode 21)
- David Petruzzi (VF : Jean-Yves Brignon) : Gordie Rand (épisode 21)
- Yelyna De Leon (VF : Véronique Alycia) : Pabla Sepulveda (épisode 21)
- Danielle Harris (VF : Jessica Barrier) : Rebecca Pearce (épisode 21)
- Joanna Cassidy : Marianne Booth, mère de Seeley[5] (épisode 22)
- Brandon Barash (en) (VF : Marc Saez) : Storm (épisode 22)
- Jeremy Kent Jackson (VF : Charles Pestel) : Seth Harrison (épisode 22)
- Robert Pine (VF : Michel Prud'homme) : Reggie (épisode 22)
- Hayley Marie Norman (en) : Kristy Mineta (épisode 22)
- Lise Simms (en) (VF : Véronique Alycia) : la tante Alice (épisode 22)
- Ryan Malgarini (en) (VF : Jean-Yves Brignon) : Dale (épisode 22)
- Mackenzie Astin (en) (VF : Tanguy Goasdoué) : Dr Ivan Jacobs (épisode 23)
- Kenneth Mitchell (VF : Alexis Victor) : Ben Carr (épisode 23)
- Laura Kai Chen (VF : Valérie Siclay) : Dr Tessa Burke (épisode 23)
- Lennie Loftin (VF : Bertrand Liebert) : Dr Leonard Thorne (épisode 23)
- Alimi Ballard (VF : Jérôme Rebbot) : l'agent du FBI James (épisode 24)
- Sarah Stouffer : Allison Taylor / Anna Samuels (épisode 24)
- Beau Knapp (VF : Hervé Grull) : Zane Reynolds (épisode 24)
- Marc Aden Gray (VF : Bertrand Liebert) : Harris Samuels (épisode 24)

## Production
Le 29 mars 2012, la série a été renouvelée pour cette huitième saison composée de 24 épisodes.

### Scénario
Le producteur exécutif Stephen Nathan a déclaré que les scénarios, qui était à l'origine destinés pour la saison précédente, feront partie de la huitième saison car il n'était pas en mesure de les écrire, en raison de la diminution du nombre d'épisodes de la septième saison.
Les quatre épisodes supplémentaires commandés par la Fox pour la saison précédente seront finalement diffusés lors de la huitième saison (soit The Gunk in the Garage, The Patriot in the Purgatory, The But in the Joke et The Ghost in the Machine).
Le créateur de la série, Hart Hanson, a déclaré : « We are in no way planning for it to be the last season. I mean anything can happen in a complicated world, but we’re very, very confident in having at least a season 9, and I can see as far as season 10 before my eyes get misty ». (Nous ne prévoyons en aucun cas de faire de cette saison la dernière. Je veux dire, tout peut arriver dans un monde compliqué, mais nous sommes très, très confiants à l'idée d'avoir au minimum une neuvième saison, et je peux déjà voir une dixième saison devant mes yeux).

### Casting
En octobre 2012, l'acteur Vik Sahay a obtenu un rôle le temps d'un épisode lors de la saison.
En novembre 2012, l'actrice Brooke Langton a obtenu un rôle le temps d'un épisode lors de la saison,.
En décembre 2012, l'acteur Brian Klugman est choisi pour interpréter le rôle d'un nouvel interne.

## Liste des épisodes

### Épisode 1:Les Fleurs du mal
- États-Unis /  Canada : 17 septembre 2012 sur FOX[13] / Global
- France : 12 juillet 2013 sur M6[14],[15]
- Québec : 27 août 2013 sur Séries+[16]

- États-Unis : 7,98 millions de téléspectateurs[17] (première diffusion)
- Canada : 2,36 millions de téléspectateurs[18] (première diffusion)

- Reed Diamond (agent spécial du FBI Hayes Flynn)
- Stacey Turner (journaliste)
- Kevin Scott Allen (un SDF)

### Épisode 2:À plume et à sang
- États-Unis /  Canada : 24 septembre 2012 sur FOX / Global
- France : 12 juillet 2013 sur M6[15]
- Québec : 3 septembre 2013 sur Séries+

- États-Unis : 7,61 millions de téléspectateurs[19] (première diffusion)
- Canada : 1,81 million de téléspectateurs[20] (première diffusion)

- Omar J. Dorsey (Chad Lester)
- Alexandra Holden (Margot Sandoval)
- Tom Gallop (Gavin Carmichael)
- Sophina Brown (Melanie Carmichael)
- Melissa Claire Egan (Pamela Bartlett)
- Drew Powell (Paulo Romano)
- Richard Wharton (SDF #1)
- Al White (SDF #2)

### Épisode 3:Le Mauvais Jumeau
- États-Unis /  Canada : 1er octobre 2012 sur FOX / Global
- France : 19 juillet 2013 sur M6[15]
- Québec : 10 septembre 2013 sur Séries+

- États-Unis : 6,99 millions de téléspectateurs[21] (première diffusion)
- Canada : 1,75 million de téléspectateurs[22] (première diffusion)

- Danielle Panabaker (agent spécial du FBI Olivia Sparling)
- Lori Alan (Gina Carlson)
- Tim Ransom (Robert Carlson)
- Tim Ransom (Jerry Langella)
- Michelle Azar (Lisa Langella)
- DaJuan Johnson (Drew Franklin)
- Scott Subiono (Steve Keneally)

### Épisode 4:Comme un tigre
- États-Unis /  Canada : 8 octobre 2012 sur FOX / Global
- France : 26 juillet 2013 sur M6[15]
- Québec : 17 septembre 2013 sur Séries+

- États-Unis : 7,2 millions de téléspectateurs[23] (première diffusion)
- Canada : 1,57 million de téléspectateurs[24] (première diffusion)

- Arturo del Puerto (Juan Chiquez)
- Chris Butler (Thomas Casey)
- Heather Mazur (Marcy Drew)
- Andrew Rausch (Mike Young)
- Brian McNamara (Eric Neilbling)
- Audrey Dundee Hannah (Lucia)
- Ryan Caltagirone (Costas)
- Andy Tran (technicien du FBI)

### Épisode 5:Crime d'antan
- États-Unis /  Canada : 5 novembre 2012 sur FOX / Global
- France : 2 août 2013 sur M6[15]
- Québec : 24 septembre 2013 sur Séries+

- États-Unis : 7,3 millions de téléspectateurs[25] (première diffusion)
- Canada : 1,73 million de téléspectateurs[26] (première diffusion)

- Leif Gantvoort (Adam Borchardt)
- Galadriel Stineman (Brooke Guminski)
- James Patrick Stuart (Dr Cole Reese)
- Gualtiero Negrini (Louie)
- Brandon Fobbs (Russell)
- Abraham Benrubi (Willis McCullum)
- Kathryn Wahl (jeune femme)

### Épisode 6:Patriote
- États-Unis /  Canada : 12 novembre 2012 sur FOX / Global
- France : 9 août 2013 sur M6[15]
- Québec : 1er octobre 2013 sur Séries+

- États-Unis : 6,96 millions de téléspectateurs[27] (première diffusion)
- Canada : 1,75 million de téléspectateurs[28] (première diffusion)

- Dylan Neal (le lieutenant-colonel Ben Fordham)
- Charlayne Woodard (Diane Rollins)
- Stephanie Erb (Linda Murphy)

### Épisode 7:Le Nettoyeur
- États-Unis /  Canada : 19 novembre 2012 sur FOX / Global
- France : 16 août 2013 sur M6[15]
- Québec : 8 octobre 2013 sur Séries+

- États-Unis : 7,11 millions de téléspectateurs[29] (première diffusion)
- Canada : 1,89 million de téléspectateurs[30] (première diffusion)

- Kevin G. Schmidt (Davey Benson)
- Jana Marie Hupp (Lisa Milner)
- Roberta Valderrama (Renee Mitchell)
- Brad William Henke (Melvin Carville)

### Épisode 8:La Flèche de l'humour
- États-Unis /  Canada : 26 novembre 2012 sur FOX / Global
- France : 22 août 2013 sur M6[15]
- Québec : 15 octobre 2013 sur Séries+

- États-Unis : 7,96 millions de téléspectateurs[31] (première diffusion)
- Canada : 1,64 million de téléspectateurs[32] (première diffusion)

- Jay Paulson (Seth Zalinsky)
- Jeff Witzke (Denny Bennet)
- Joe O'Connor (Larry Barron)
- Marcus Folmar (Rex)
- Stephanie Nicole Lemelin (Alexa Eaton)
- Adam Cagley (Elliot Eaton)
- Ralph Garman (Morgan Delaney)
- Donnel C. Barrett (M.C.)
- Eva Simone Fisher (Annie Pinkus)
- Kurt Heinzman (employé paramédical)

### Épisode 9:Le Fantôme de Colin
- États-Unis /  Canada : 3 décembre 2012 sur FOX / Global
- France : 22 août 2013 sur M6[15]
- Québec : 22 octobre 2013 sur Séries+

- États-Unis : 7,29 millions de téléspectateurs[33] (première diffusion)
- Canada : 1,78 million de téléspectateurs[34] (première diffusion)

- Cyndi Lauper (Avalon Harmonia)
- Cameron DeFaria (Colin Gibson)
- Kathryn Winslow (Louise Gibson)
- Gerald McCullouch (Trevor Gibson)
- Rachel Katherine DiPillo (Miranda Spedding)
- Justin James Hughes (Shaun Whalen)
- James Austin Kerr (Carl)
- Yvonne Huff (technicien du labo no 1)
- Blaine Holtkamp (technicien du labo no 2)

### Épisode 10:Pas de deux
- États-Unis /  Canada : 14 janvier 2013 sur FOX / Global
- France : 29 août 2013 sur M6[15]
- Québec : 29 octobre 2013 sur Séries+

- États-Unis : 8,04 millions de téléspectateurs[35] (première diffusion)
- Canada : 1,77 million de téléspectateurs[36] (première diffusion)

- Sarah Scott (Laila Serrano)
- Marta DuBois (Maureen Serrano)
- Dmitry Chaplin (Kendrick Mantorov / le chorégraphe)
- Andres Perez-Molina (Tommy Kentner)
- Tyce Diorio (lui-même)
- Mary Murphy (elle-même)
- Vai Tiare Au-Harehoe (Blossom)
- Vincent Corazza (Palmer Heston)
- Chehon Wespi-Tschopp (Rocko)
- Eliana Girard (Katarina Wirz)
- Gary Grubbs (Wayne Wilson)
- Alison White (Registrar)
- Harrison White (le concierge)

### Épisode 11:L'Archéologue et la Grande Découverte
- États-Unis /  Canada : 14 janvier 2013 sur FOX / Global
- France : 29 août 2013 sur M6[15]
- Québec : 5 novembre 2013 sur Séries+

- États-Unis : 7,79 millions de téléspectateurs[35] (première diffusion)
- Canada : 1,44 million de téléspectateurs[36] (première diffusion)

- Andres Perez-Molina (Tommy Kentner)
- Vincent Corazza (Palmer Heston)
- Anya Monzikova (Marina Sutton)
- Zoran Korach (Artur Tovah)
- Gary Grubbs (Wayne Wilson)
- Amy Yasbeck (Diana Malkin)
- Joseph Williamson (un homme)

### Épisode 12:De corporis fabrica
- États-Unis /  Canada : 21 janvier 2013 sur FOX / Global
- France : 5 septembre 2013 sur M6[15]
- Québec : 12 novembre 2013 sur Séries+

- États-Unis : 8,53 millions de téléspectateurs[37] (première diffusion)
- Canada : 1,66 million de téléspectateurs[38] (première diffusion)

- Reed Diamond (agent spécial du FBI Hayes Flynn)
- Patricia Belcher (Caroline Julian)
- Henry Simmons (Tom Molnor)
- Matt Sigloch (chef d'équipe Tac)
- Darin Toonder (Dr Ethan Sawyer)
- Mike Nojun Park (technicien de Serberus)
- Trae Ireland (un agent)

### Épisode 13:Les Passages verts
- États-Unis /  Canada : 28 janvier 2013 sur FOX / Global
- France : 12 septembre 2013 sur M6[15]
- Québec : 19 novembre 2013 sur Séries+

- États-Unis : 9,25 millions de téléspectateurs[39] (première diffusion)
- Canada : 1,82 million de téléspectateurs[40] (première diffusion)

- Larry Dorf (Dr Wes Craig)
- Vik Sahay (Akshay Mirza)
- Kimberly Jurgen (Ruth)
- John Rubinstein (Mick Warren)
- Brendan Patrick Connor (Marty)
- John Lee Ames (l'homme en fauteuil roulant)

### Épisode 14:Les Derby Dolls
- États-Unis /  Canada : 4 février 2013 sur FOX / Global
- France : 19 septembre 2013 sur M6[15]
- Québec : 26 novembre 2013 sur Séries+

- États-Unis : 9,06 millions de téléspectateurs[41] (première diffusion)
- Canada : 1,6 million de téléspectateurs[42] (première diffusion)

- Sydelle Noel (Emily Kickinson)
- Brad Carter (en) (Nick Bennett)
- Suzanne Quast (« Ivanna Kick Ass »)
- Larry Poindexter (en) (Dr Bradley Perkins)
- Cedric Sanders (officier Hamilton)
- Ary Katz (officier Szerik)
- Tamlyn Tomita (Dr Alice Crawford)

### Épisode 15:Invisible
- États-Unis /  Canada : 11 février 2013 sur FOX / Global
- France : 26 septembre 2013 sur M6[15]
- Québec : 3 décembre 2013 sur Séries+

- États-Unis : 8,82 millions de téléspectateurs[43] (première diffusion)
- Canada : 1,79 million de téléspectateurs[44] (première diffusion)

- Danielle Panabaker (agent spécial du FBI Olivia Sparling)
- Brooke Langton (Christine Keenan)
- Harry Van Gorkum (en) (David Batuhan)
- David Kagen (Sam Eagen)
- Jonathan Runyon (Leonard Foot)
- Emily C. Chang (Lita Lisko)
- Paris Tanaka (Dr Jennifer DePaul)
- Don Franklin (Dr Art MacGregor)
- Paul Schackman (Quentin Mayhew)
- Richard Augustine (le garde de sécurité Hal Bennett)
- Estella Gabriel (EMT)

### Épisode 16:Petit meurtre entre amis
- États-Unis /  Canada : 18 février 2013 sur FOX / Global
- France : 3 octobre 2013 sur M6[15]
- Québec : 10 décembre 2013 sur Séries+

- États-Unis : 8,47 millions de téléspectateurs[45] (première diffusion)
- Canada : 1,74 million de téléspectateurs[46] (première diffusion)

- Tiffany Hines (Michelle Welton)
- Lizze Broadway (Kat Martin)
- Ever Carradine (Delores Martin)
- Nick Thurston (Nick Pavonetti)
- Victoria Platt (Mary Manicone)
- Dale E. Turner (Howard Utley)
- Stephan DuVall (Reggie Trotter)
- Aaron Jennings (Garrett Saunders)
- Dejon LaQuake Girlando-Howard (Manny Manicone)

### Épisode 17:Voyager dans le temps
- États-Unis /  Canada : 25 février 2013 sur FOX / Global
- France : 3 octobre 2013 sur M6[15]
- Québec : 17 décembre 2013 sur Séries+

- États-Unis : 8,77 millions de téléspectateurs[47] (première diffusion)
- Canada : 1,76 million de téléspectateurs[48] (première diffusion)

- Brian Klugman (Dr Oliver Wells)
- Tony Pasqualini (le professeur Hunter)
- Ken Weiler (Chip)
- Amanda Jane Cooper (Courtney Johnson)
- Kevin Bigley (Sidney Jouron)
- Maurice Compte (Alex Garcia)

### Épisode 18:Les Enfants soldats
- États-Unis /  Canada : 4 mars 2013 sur FOX / Global
- France : 10 octobre 2013 sur M6[15]
- Québec : 24 décembre 2013 sur Séries+

- États-Unis : 8,41 millions de téléspectateurs[49] (première diffusion)
- Canada : 1,92 million de téléspectateurs[50] (première diffusion)

- Danny Woodburn (Alex Radziwill)
- Kareem Grimes (Brima Chalobah)
- Ntare Guma Mbaho Mwine (Joseph Mbarga)
- Adam Kulbersh (Wilford Hamilton)
- Annie Fitzgerald (Kimberly Singer)
- Patrick Brown (un technicien du FBI)

### Épisode 19:La Fin du monde
- États-Unis /  Canada : 18 mars 2013 sur FOX / Global
- France : 17 octobre 2013 sur M6[15]
- Québec : 31 décembre 2013 sur Séries+

- États-Unis : 7,58 millions de téléspectateurs[51] (première diffusion)
- Canada : 2,04 millions de téléspectateurs[52] (première diffusion)

- Mandy Kowalski (Deanna Barbieri)
- Wilmer Calderon (en) (Milo Mills)
- Rona Benson (Delores Dumaski)
- Tiffany Brouwer (Janet)
- Nishi Munshi (Chrissie)
- JD Walsh (Dr Fred Dumaski)
- James Ferris (agent du FBI Swat)

### Épisode 20:Pour une poignée de diamants
- États-Unis /  Canada : 25 mars 2013 sur FOX / Global
- France : 17 octobre 2013 sur M6[15]

- États-Unis : 6,96 millions de téléspectateurs[53] (première diffusion)
- Canada : 1,51 million de téléspectateurs[54] (première diffusion)

- Dave Thomas (Andrew Jursic)
- Sherman Augustus (Joe Dinco)
- Erin Cardillo (Lauren Martin)
- Thomas Khleo (Marcos Herrera)
- Abbie Cobb (Paula Byrne)
- Curtis Armstrong (Oscar Schultz)
- Terry Walters (Pat Richards)
- Matt Lara (technicien du FBI)

### Épisode 21:Le Tribunal des citoyens
- États-Unis /  Canada : 1er avril 2013 sur FOX / Global
- France : 24 octobre 2013 sur M6[15]

- États-Unis : 7,05 millions de téléspectateurs[55] (première diffusion)
- Canada : 1,75 million de téléspectateurs[56] (première diffusion)

- Kim Hidalgo (Grace)
- Jeff Howard (Timothy)
- Danielle Harris (Rebecca Pearce)
- Allison Scagliotti-Smith (Jill Roberts)
- Gina Hecht (Juge Trudy)
- Jason Gerhardt (Bailiff Griff)
- David Petruzzi (Gordie)
- Duncan Bravo (Sanjay Patel)
- Rose Colasanti (Litigant)
- Yelyna De Leon (Pabla Sepulveda)
- Alfred Adderly (Lars Nicholas)
- Susan Feniger (Susan Feniger)

### Épisode 22:Le Fils de la mariée
- États-Unis /  Canada : 15 avril 2013 sur FOX / Global
- France : 24 octobre 2013 sur M6[15]

- États-Unis : 6,56 millions de téléspectateurs[57] (première diffusion)
- Canada : 1,54 million de téléspectateurs[58] (première diffusion)

- Joanna Cassidy (Marianne Booth)
- Brandon Barash (Storm)
- Jonathan Tucker (Seth Harrison)
- Jeremy Kent Jackson (Seth Harrison)
- Hayley Marie Norman (Kristy Mineta)
- James Harvey Ward (Jason Wyler)
- Lise Simms (tante Alice)
- Ryan Malgarini (Dale)
- Qiaona Xiao (Miriam Young)
- Robert Pine (Reggie)
- Michelle DeFraites (la fille no 1)
- Andrea Bordeaux (la fille no 2)

### Épisode 23:Virus
- États-Unis /  Canada : 22 avril 2013 sur FOX / Global
- France : 9 janvier 2014 sur M6[réf. souhaitée]

- États-Unis : 7,06 millions de téléspectateurs[59] (première diffusion)
- Canada : 1,63 million de téléspectateurs[60] (première diffusion)

- Mackenzie Astin (en) (Dr Ivan Jacobs)
- Kenneth Mitchell (Ben Carr)
- Laura Kai Chen (Dr Tessa Burke)
- Robert Mailhouse (Byron Fuller)
- Lennie Loftin (Dr Leonard Thorne)

### Épisode 24:Le Maître du jeu
- États-Unis /  Canada : 29 avril 2013 sur FOX[61] / Global
- France : 9 janvier 2014 sur M6[réf. souhaitée]

- États-Unis : 7,36 millions de téléspectateurs[62] (première diffusion)
- Canada : 2,03 millions de téléspectateurs[63] (première diffusion)

- Alimi Ballard (agent du FBI Walters)
- Sarah Stouffer (Allison Taylor / Anna Samuels)
- Beau Knapp (Zane Reynolds)
- Marc Aden Gray (Harris Samuels)
- Patrick Brown (l'agent du FBI Kenney)
- Joey Scoleri (l'homme)